# 王逸
王逸（？—？），字叔師，南郡宜城（今屬湖北）人。東漢文學家。

## 生平
汉安帝元初中为校书郎，汉顺帝时官侍中，汉桓帝延熹间为豫章太守。所作《楚辞章句》，是现存《楚辞》最早的完整注本，颇为后世学者所重视。王逸認為《九歌》的前身就是當時楚國民間的祭祀歌詞。經過屈原的整理改造，才是今日《九歌》面貌。所作有賦、誄、書、論等二十一篇，《漢詩》百二十三篇，今多亡佚。明人輯為《王叔師集》。王延壽是王逸之子。

## 主要功绩
王逸曾参与编修《东观汉记》。并著有《楚辞章句》，是《楚辞》最早的完整注本，颇为后世学者所重视。《楚辞章句》到了宋代，有了学者洪兴祖的进一步注解，形成流传甚广的一个楚辞版本——《楚辞补注》，从此以后《楚辞章句》与《楚辞补注》通常并行为《楚辞补注》。

## 个人作品
《楚辞章句》：《楚辞》的注本，共有十七卷。 
《九思》 。
赋、诔、书、论及杂文，共二十一篇，又作《汉诗》百二十三篇。

## 延伸阅读
[在维基数据编辑]
 在维基文库阅读此作者作品
 《後漢書·卷80上》，出自范晔《後漢書》